# Oswaldo Muñoz
Oswaldo Julio Muñoz Ramírez (Maracaibo, estado Zulia, Venezuela, 14 de octubre de 1952-Estados Unidos, 24 de julio de 2025) fue un periodista y editor venezolano de origen zuliano. Fue el fundador del periódico El Venezolano y del canal de televisión EVTV Miami.

## Biografía
Oswaldo nació en el sector Tierra Negra en Coquivacoa, Santa Lucia, en Maracaibo, cursó estudios primarios y seundarios en el "Gran Mariscal de Ayacucho" y se graduó como biólogo en la Universidad del Zulia (LUZ), donde también fue profesor. Escribió para el diario Panorama en la columna "Oswaldo Comenta", la cual trasladó después a su semanario propio. También fue presidente de la Asociación de Béisbol Zuliana, gerente general de Gaiteros y vicepresidente de la Liga Nacional de Béisbol.
El 24 de agosto de 1992 fundó el periódico "El Venezolano" junto con un equipo en Miami, con el objetivo de informar a la diáspora venezolana en los Estados Unidos. En 2013 también fundó El Venezolano TV (EVTV Miami) en Miami. Posteriormente también expandió las actividades del periódico en España y en Panamá.
En mayo de 2017, con motivo del aniversario de la Organización de Periodistas Iberoamericana (OPI), fue reconocido como "personalidad Iberoamericano del año" junto con otras personalidades. El año siguiente fue incluido como miembro distinguido de la Real Sociedad de Armigeros de España.
Falleció el 24 de julio de 2025 en Estados Unidos tras padecer de una enfermedad por días.

## Vida personal
Oswaldo es el hijo de Rafael Muñoz y de Rosa Ramírez de Muñoz. Estaba casado con la actriz Isabel Muñoz "La Nena", con quien tuvo dos hijos: Oswaldo y Julio César.